# Jan de Hoey

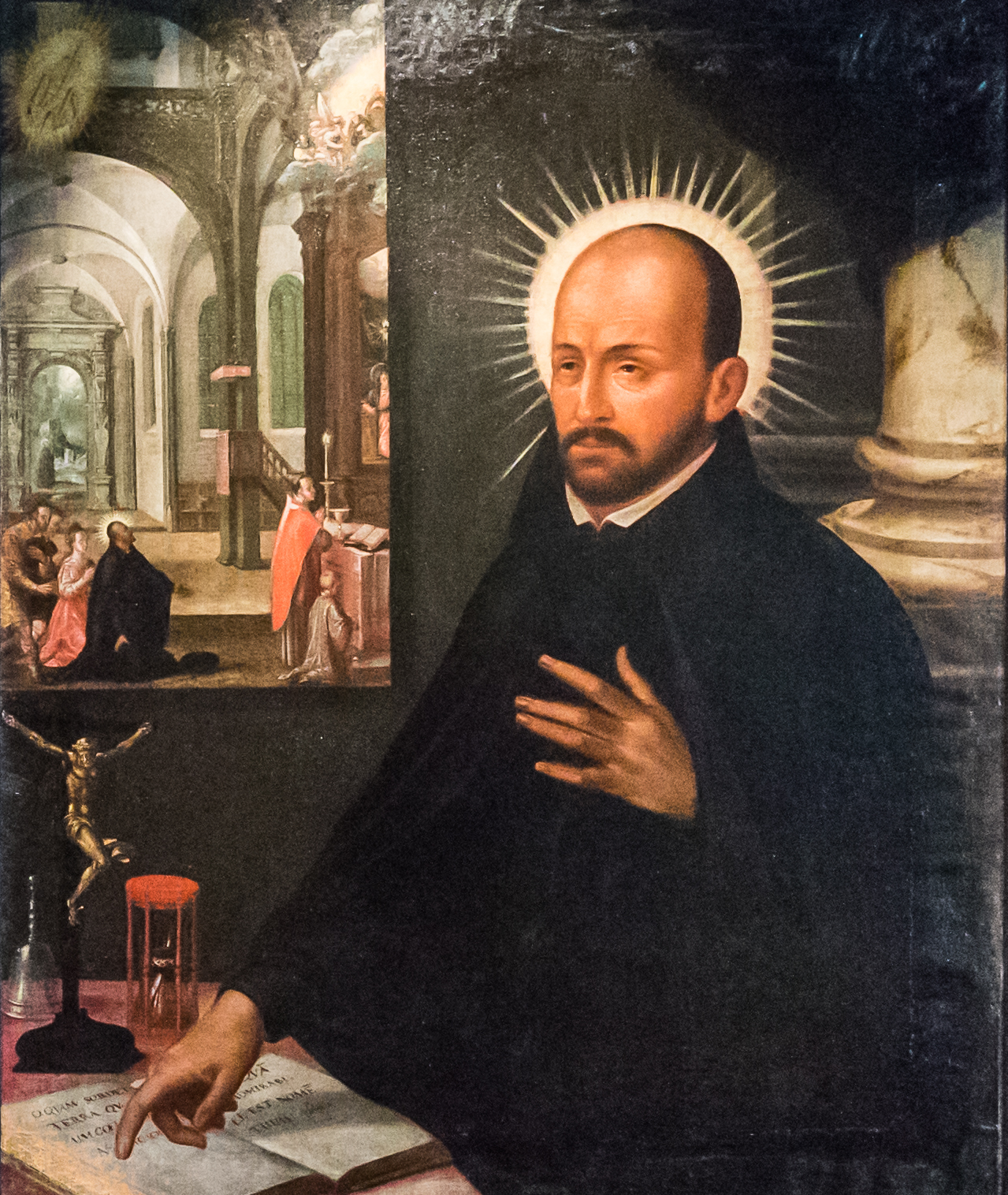
Ignatius van Loyola (door Jan de Hoey)

Jan Dammesz de Hoey (Leiden, ca. 1545 – Avon, Île-de-France, 8 september 1615) (ook wel genoemd Jean Doué) was een Noord-Nederlandse schilder die vooral in Frankrijk bekendheid verwierf, met name aan het hof van koning Hendrik IV.
Jan de Hoey werd rond 1545 geboren in Leiden, in de Habsburgse Nederlanden. Hij was de zoon van de kunstschilder Dammes Claesz. de Hoey (? - 1560) en via zijn moeder een kleinzoon van de beroemde schilder Lucas van Leyden. De Hoey begon zijn schildersopleiding onder leiding van zijn broer Lucas Dammesz de Hoey (1533 - ca. 1604) en later onder Hiëronymus Francken (I), een prominente Vlaamse schilder.
Rond 1571 vestigde De Hoey zich in Troyes, Frankrijk, waar hij als schilder werkte en in 1578 trouwde met Maria Ricovery. De Hoey bleef in Troyes tot 1585, waarna hij zijn loopbaan voortzette aan het Franse hof. In 1592 werd hij in dienst genomen door koning Hendrik IV als kunstschilder en kamerdienaar. Hij werd verantwoordelijk voor het beheer van de kunstcollectie van de koning in het Kasteel van Fontainebleau, waar hij werkte tot na 1608. In deze periode vestigde hij zich met zijn gezin in Avon, een nabijgelegen plaats, waar hij de rest van zijn leven zou doorbrengen.
De Hoey was een lid van de School van Fontainebleau, een kunststroming die invloedrijk was in de Franse renaissancekunst. Zijn werk bestond voornamelijk uit historiestukken, geschilderd in olieverf.
Jan de Hoey overleed op 70-jarige leeftijd en werd begraven in de abdij van Barbeau. 
- Bibliothèque nationale de France: cb14967633t (data)
- Biografisch Portaal: 27366493
- Digitale Bibliotheek voor de Nederlandse Letteren: hoey010
- International Standard Name Identifier: 0000 0000 6662 7157
- RKD-Nederlands Instituut voor Kunstgeschiedenis: 38885
- Système universitaire de documentation: 181110806
- Union List of Artist Names: 500017593
- Virtual International Authority File: 51961822